# Pedro Martins (treinador)
Pedro Martins, de seu nome completo Pedro Rui da Mota Vieira Martins, (Santa Maria da Feira, 17 de julho de 1970) é um ex-jogador de futebol português. 
Pedro Martins é um treinador de sucesso a nível nacional e internacional, atualmente no comando técnico do Al-Gharafa, time que disputa o Campeonato Catari de futebol. 
Este projeto surge depois de uma jornada verdadeiramente gloriosa no Olympiacos da Grécia, onde conquistou três campeonatos consecutivos, uma Taça da Grécia e bateu todos os recordes do clube. 
Depois de 11 anos a treinar equipas do futebol português, com grandes feitos, o técnico de Santa Maria da Feira, 52 anos, devolveu, então, a glória aos Thrylos, de tal forma que as suas qualidades enquanto técnico fizeram com que reunisse consensos entre todos os adeptos do futebol grego, desde os do Olympiacos aos dos clubes rivais.
Antes tinha sido treinador de União de Lamas, Lourosa, Espinho, Marítimo, Rio Ave, Vitória de Guimarães, Olympiacos.
É o treinador com mais jogos e mais vitórias na história do Olympiacos, Treinador campeão mais rápido na Grécia, Melhor Treinador na Grécia 2x e o Treinador Português com mais vitórias em 2021.
Lançou jogadores como José Sá, Ederson, Podence, Guilherme, Tsimikas, Valbuena, Benzia, Sacko, Nolam Mbemba, Suk Hyun, Óscar Estupiñan, Raphinha, Bruma e Marega.

## Carreira

### Jogador
Seleção Nacional fez parte da seleção durante as eliminatórias da copa do mundo/campeonato do mundo em França de 1998.

### Treinador
Depois de deixar os relvados, Pedro Martins começou a carreira de técnico como adjunto no Vitória de Setúbal, no FC Porto e no Belenenses.
Sendo a sua primeira verdadeira experiência como treinador no commando do União de Lamas, clube da segunda divisão distrital. Vieram depois experiências no Lusitânia de Lourosa e no Sp. Espinho.

### Marítimo
Quando treinava na época 2009/2010, o Marítimo B foi chamado para substituir o treinador do plantel principal do Marítimo.

### Rio Ave
Pedro Martins anunciou a saída do Rio Ave FC depois de conseguir o apuramento do clube para a Liga Europa 2016/2017. O técnico acabou por assinar um contrato válido para as duas próximas temporadas com o Vitória de Guimarães, clube que representou quando foi jogador antes de se mudar para o Sporting CP.

### Olympiakos
No dia 9 de Abril de 2018, o clube grego Olympiacos FC anunciou Pedro Martins como novo treinador da equipa principal até 2020.

## Estatísticas
Tabela actualizada a 25 de Setembro 2018
| Clube             | Épocas    | Jogos | Vitórias | Empates | Derrotas | % Vitórias |
| ----------------- | --------- | ----- | -------- | ------- | -------- | ---------- |
| Olympiacos        | 2018–     | 48    | 33       | 8       | 7        | 68,75      |
| Vitória Guimarães | 2017–2018 | 57    | 27       | 10      | 20       | 47,37      |
| Rio Ave           | 2014–2016 | 68    | 24       | 21      | 23       | 35,29      |
| Marítimo          | 2010–2014 | 116   | 43       | 34      | 39       | 37,07      |
| Marítimo B        | 2010      | 8     | 6        | 2       | 0        | 75,00      |
| Espinho           | 2009–2010 | 14    | 5        | 3       | 6        | 35,71      |
| Lusitânia         | 2007–2009 | 55    | 19       | 14      | 22       | 34,55      |
| União Lamas       | 2006–2007 | 13    | 3        | 1       | 9        | 23,08      |

## Títulos

### Como Jogador
Sporting
- Supertaça Cândido de Oliveira 1995

### Como Treinador
Olympiacos[carece de fontes?]
- Campeonato Grego: 2019–20, 2020–21, 2021–22
- Copa da Grécia: 2019–20

### Prêmios individuais
- Melhor Treinador do Campeonato Grego: 2019–20, 2020–21[6][7]